# Rucanelo
Rucanelo är en ort i Argentina.   Den ligger i provinsen La Pampa, i den centrala delen av landet, 600 km väster om huvudstaden Buenos Aires. Rucanelo ligger 264 meter över havet och antalet invånare är 219.
Terrängen runt Rucanelo är platt, och sluttar österut. Runt Rucanelo är det mycket glesbefolkat, med 2 invånare per kvadratkilometer..
Omgivningarna runt Rucanelo är i huvudsak ett öppet busklandskap.